# موسى بن داود
أبو عبد الله موسى بن داود الضبي الطرسوسي الخلقاني كوفي الأصل، نزيل بغداد، يُعد قاضي طرسوس وعالمها.

## سيرته
سمع الحديث من: شعبة، وسفيان الثوري، ومبارك بن فضالة، وحماد بن سلمة، وعبد العزيز بن الماجشون، وزهير بن معاوية، ونافع بن عمر، وعافية بن يزيد القاضي وطائفة. حدث عنه: أحمد بن حنبل، وحجاج بن الشاعر، والذهلي، ومحمد بن يحيى الأزدي، ومحمد بن أحمد بن أبي خلف، وعباس الدوري، ومحمد بن أحمد بن أبي العوام. وثقه غير واحد، واحتج به مسلم بن الحجاج وروى له حديث واحد، وآخر من حدث عنه بشر بن موسى الأسدي، وقد خرج له أيضا أبو داود والنسائي والقزويني.

## ثناء العلماء عليه
- قال محمد بن عبد الله بن عمار: «كان زاهدا ثقة، صاحب حديث، ولي قضاء المصيصة».
- قال الدارقطني: «كان مصنفا مكثرا مأمونا ولي قضاء الثغور».
- قال ابن سعد في الطبقات: «كان ثقة، صاحب حديث، ولي قضاء طرسوس، وبها مات في سنة سبع عشرة ومائتين».

## وفاته
توفي سنة 217 هـ في قضاء طرسوس.